# Mariano Rossi
Mariano Rossi, ou Mario Antonino Russo (né à Sciacca province d'Agrigente (Sicile) le 8 décembre 1731 et mort à Rome le 4 octobre 1807) est un peintre italien actif aux XVIIIe et XIXe siècles.

## Biographie
Mariano Rossi a été actif à Sciacca, Naples, Rome, auprès du cardinal Albani et au Palais de Caserte pour Ferdinand IV de Bourbon.
Gaspare Testone à Sciacca, Filippo Randazzo à Palerme, Francesco Solimena à Naples et Marco Benefial ont été ses maîtres.
En 1754, Rossi a reçu le deuxième prix de l'Accademia di San Luca pour le dessin Élie ordonne l'arrestation des faux prophètes et le 5 octobre 1766, il a été élu à l'Académie. 
Entre 1764 et 1768, il a  peint 11 retables pour l'église San Giuseppe alla Lungara, Rome.
De 1804 à 1806 il a dirigé  l’Académie du Dessin de Palerme.
Matteo Desiderato a été l'un de ses élèves.
Mort à Rome en 1807, il est inhumé dans l'église Santa Suzanna.

## Œuvres
- Martyre de sainte Agathe, original au Musée du Louvre, Paris[1].
- Apollon et les Muses et Allégorie des Arts.
- Venus et Adonis,
- Déposition de la Croix, Madone de la lumière, Sainte Famille avec les saints Elisabeth, Zaccharie et Jean (1767 - 1768), église San Francesco di Paola, Sciacca
- La Vierge consolant les âmes, Chiesa del Purgatorio, Sciacca.
- Assomption de la Vierge Marie (fresque) et Saint Michel et l'ange gardien (toile), Chiesa delle Giummare, Sciacca.
- Élie ordonne l'arrestation des faux prophètes (1754), Accademia san Luca, Rome.
- Romulus accueilli par Jupiter en Olympe, Galerie nationale d'art ancien (Palazzo Barberini), Rome.
- Camille chasse les Gaulois (1775) (fresque), Villa Borghese, Rome.
- Martyre des saints apôtres Pierre et Paul (1766), église Santa Lucia al Gonfalone, Rome.
- Noces d’Alexandre et de Roxane, fresque, plafond de la salle d’Alexandre du palais royal de Caserte, 1787